# Лиляна Тодорова
Лиляна Тодорова (на македонска литературна норма: Лилјана Тодорова) е романистка, книжовна историчка, компаратистка и теоретичка от Република Македония. Тодорова е и югославска дипломатка и политик.

## Биография
Родена е на 14 август 1934 година в Чачак, тогава в Кралство Югославия. Нейна прабаба е илинденката Катарина Джидрова. В 1971 година защитава докторска дисертация на тема Ксавие Мармие и южните славяни.
През 1971 година тя защитава докторат „Ксавие Мармие и южните славяни“, който е удостоен с отличие от Университета на Безансон и Франш Конте във Франция. Участва в създаването на Катедрата по обща и сравнителна литература към Филологическия факултет на Скопския университет и Института по македонска литература. Публикувала е над 200 научни статии на френски, сръбски и македонски литературен език, посветени на френската и франкофонската литература, както и на френско-македонските литературни връзки. Тя инициира изследването на франкофонските литератури на Африка и Канада.
Лиляна Тодорова също има значителна дейност в обществения и политическия живот на Социалистическа република Македония. В периода от 1979 до 1985 година тя е член на Югославската комисия за сътрудничество с ЮНЕСКО, а от 1982 до 1985 година е депутат във Федералното събрание на Социалистическа федеративна република Югославия.
Лиляна Тодорова в периода 1986 – 1990 година е извънреден и пълномощен посланик на СФРЮ в Република Гвинея, Република Гвинея-Бисау и Република Сиера Леоне в Западна Африка и така е първата жена посланик от Македония.
Наградена е с югославски орден на труда със златен венец от президента на СФРЮ в 1979 година, както и с висшите френски ордени: Почетен легион на президента на Франция (1983 г.); Академичните палми на френското правителство (1984).
Умира на 27 януари 2017 година в Скопие.